# Charlo Village
Mondongo es una villa de Trinidad y Tobago, que forma parte de la región de Penal-Debe.

## Geografía
La villa abarca parte de la isla Trinidad y limita al norte con Batchyia Village y Penal, al sur con Mendez Village y Scott Road Village, al este con Penal y al oeste con Syne Village y Mendez Village.

## Demografía
Datos demográficos de la villa de Charlo Village:
| Gráfica de evolución demográfica de Charlo Village entre 2000 y 2011 |
|                                                                      |